# Familiearchief van Alfred Nobel

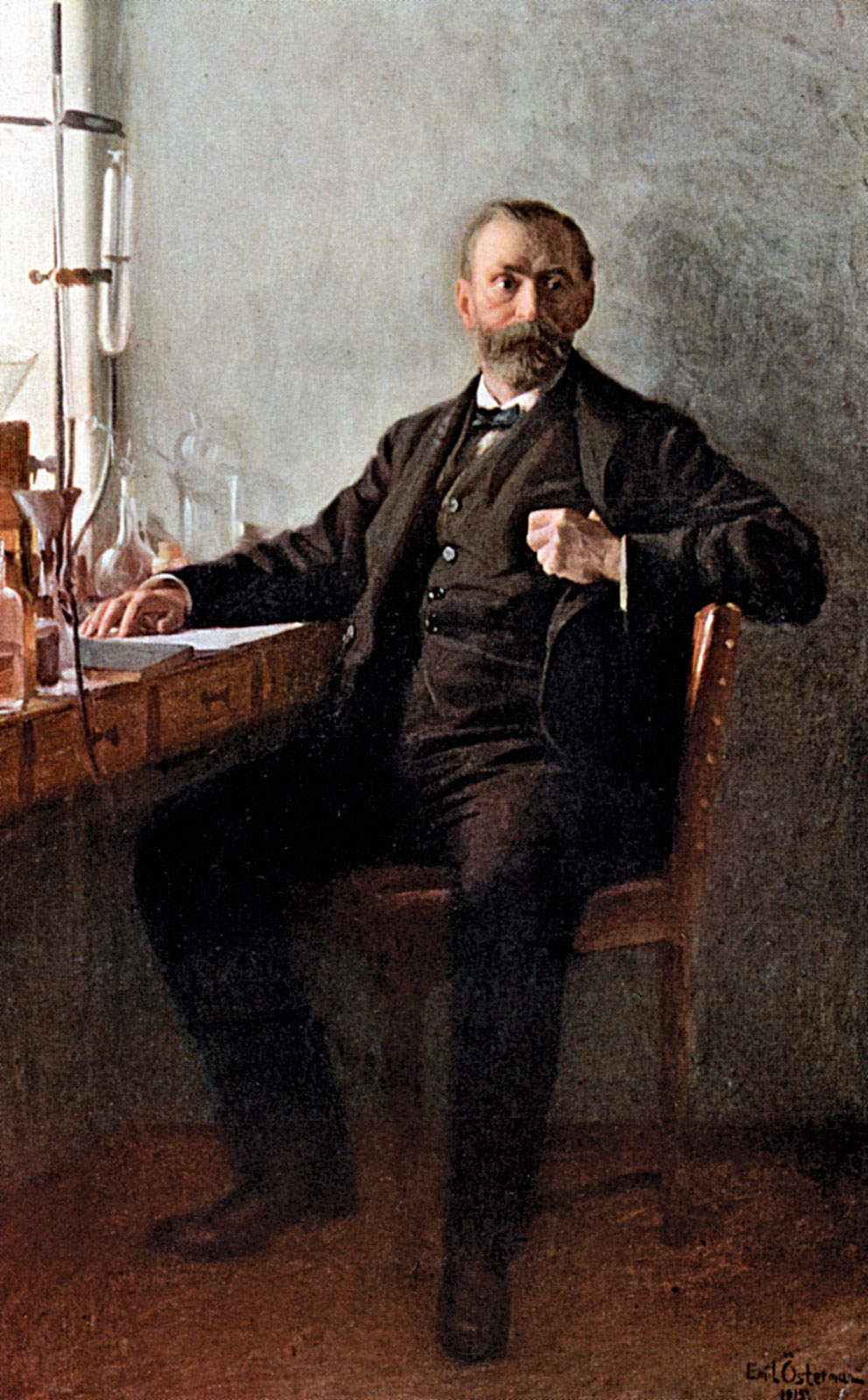
Alfred Nobel

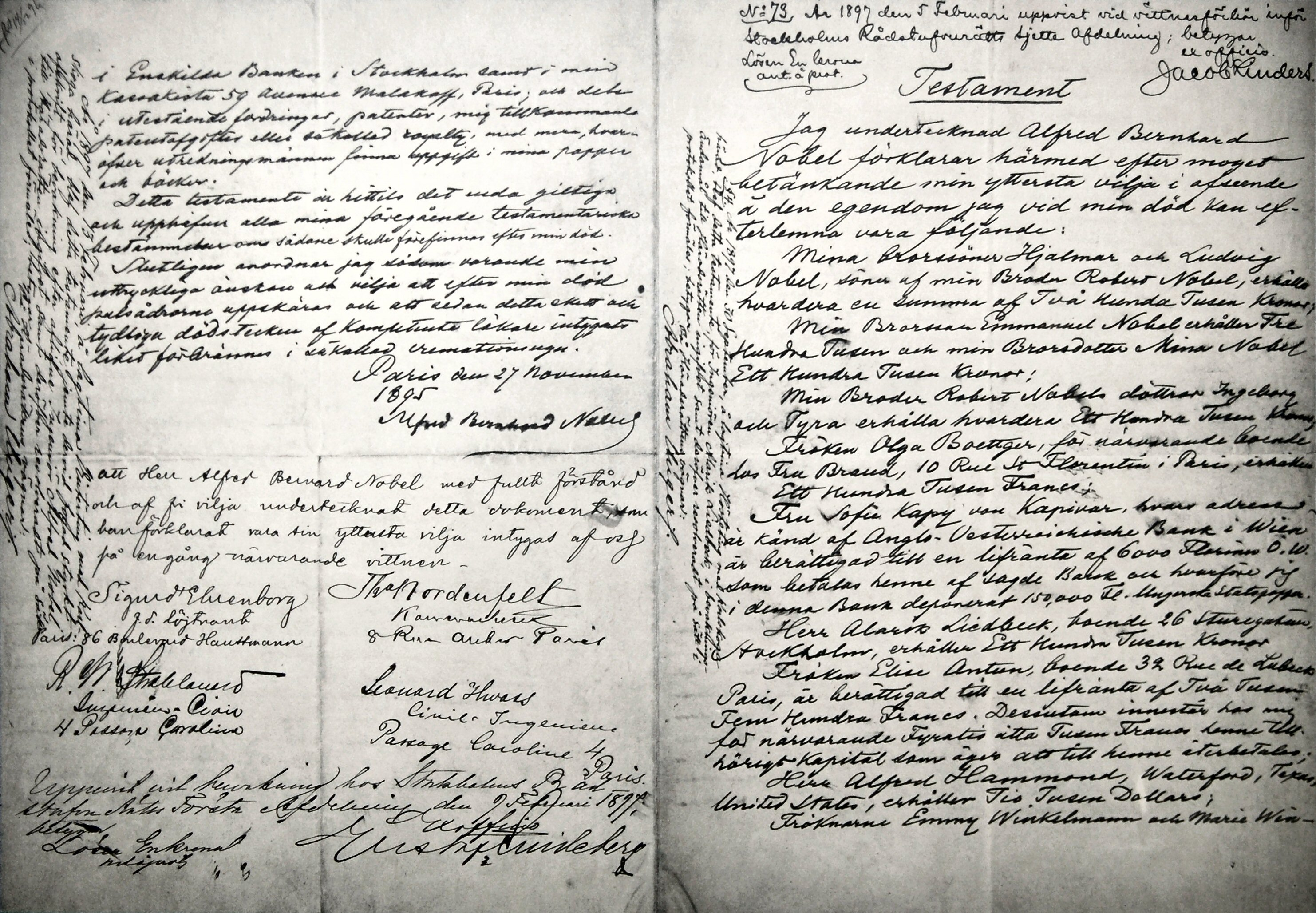
Alfred Nobels testament

Het familiearchief van Alfred Nobel is een archief dat inzicht biedt in het leven en de ondernemingen van de Zweedse chemicus, industrieel en uitvinder Alfred Nobel en zijn familie. Het biedt informatie over het persoonlijke leven van Alfred Nobel, over de ondernemingen van Nobels vader, Immanuel Nobel, en over de oliemaatschappij Branobel, die gesticht is door Nobels broers, Ludvig en Robert Nobel. Het archief is sinds 2007 opgenomen in de Werelderfgoedlijst voor documenten.

## Achtergrond
Het archief toont niet alleen de creativiteit van Alfred Nobel, de uitvinder van het dynamiet en de stichter van de Nobelprijs, maar ook van de rest van zijn familie. Het inzicht in de ondernemerszin en vindingrijkheid van de familie Nobel vormt belangrijke achtergrondinformatie om Nobels leven en prestaties als industrieel en uitvinder beter te kunnen begrijpen. Bovendien is het archief representatief voor het einde van de 19e eeuw omdat belangrijke thema's zoals het industrieel gebruik van nieuwe uitvindingen, de industrialisatie van de moderne oorlogsvoering, de internationalisering van industriële ondernemingen en de opbouw van grote familiefortuinen erin voorkomen. Het toont ook een voorbeeld van de activiteiten en interesses van de grote industriëlen aan het einde van de 19e eeuw. Daarnaast getuigt het archief ook van de grote betekenis die Zweedse uitvindingen en firma's hebben gehad bij de industrialisatie van het Keizerrijk Rusland, en, bij uitbreiding, die van de hele wereld.

## Inhoud van het erfgoed
Het familiearchief bestaat uit twee verzamelingen. Ten eerste is er het familiearchief in het Regionaal Archief te Lund (Nobelska arkivet) en ten tweede is er het persoonlijke archief van Alfred Nobel, dat zich in het Nationaal Archief in Stockholm bevindt (Alfred Nobels arkiv). De twee archieven werden respectievelijk in 1970 door de familie Nobel en in 1972 door de Nobelstichting aan de instanties overgemaakt.
Het familiearchief is het kleinste van de twee en bevat de nalatenschap van Alfred Nobels vader, van zijn twee broers en zijn neef. Het geeft een overzicht van de familieonderneming in de periode 1840-1900 door middel van geschreven documenten, ca. 400 foto's en zo'n 350 tekeningen en schilderijen. Het grootste deel van dit archief biedt informatie over de industriële en commerciële activiteiten in het Keizerrijk Rusland, zoals de uitvoer van land- en zeemijnen bestemd voor het Russische leger en de oliemaatschappij Branobel, gesticht door Ludvig en Robert Nobel in Bakoe in Azerbeidzjan. Het archief biedt tevens achtergrond bij de ontwikkeling van de moderne olieraffinaderij, pijpleidingen en de eerste olietankers.
Het Alfred Nobelarchief is volledig gewijd aan het dagelijkse leven van Nobel als uitvinder en als ondernemer en toont zijn grote creativiteit en energie. Het bevat 179 dozen met geschreven documenten (onder andere over octrooien, rechtszaken, uitvindingen), manuscripten, documenten over Nobels eigendommen, zijn rekeningen, foto's en tekeningen. Documenten uit de privésfeer bevinden zich eveneens in het archief, zoals Nobels correspondentie, onder andere met Bertha von Suttner, die in 1905 de Nobelprijs voor de Vrede ontving. Hun briefwisseling over vragen rond oorlog en vrede zouden onder andere leiden tot de testamentaire oprichting van de voornoemde Nobelprijs. Ook Nobels literaire productie, zoals het drama Nemesis, en zijn testament maken deel uit van het archief. In het jaar 2000 werd een deel van het archief, dat vanuit onderzoeksstandpunt als bijzonder belangrijk werd gezien, gedigitaliseerd, zodat het beschikbaar is op twee cd's.